# Cmentarz prawosławny w Żerczycach
Cmentarz prawosławny w Żerczycach – prawosławna nekropolia powstała najpóźniej w XIX w., położona przy wyjeździe z Żerczyc na wschód, w kierunku Milejczyc.
Prawosławny cmentarz w Żerczycach należy do miejscowej parafii tegoż wyznania. Według Katalogu zabytków sztuki w Polsce na jego terenie przetrwały dwa XIX-wieczne krzyże: drewniany z wyrytą datą 1828 oraz żeliwny, na podstawie granitowej, datowany na rok 1872. W obrębie cmentarza znajduje się również cerkiew Świętych Wiery, Nadziei, Luby i matki ich Zofii, dawna cerkiew parafialna w Żerczycach datowana na I połowę XIX w., przeniesiona na teren nekropolii po wzniesieniu świątyni murowanej.

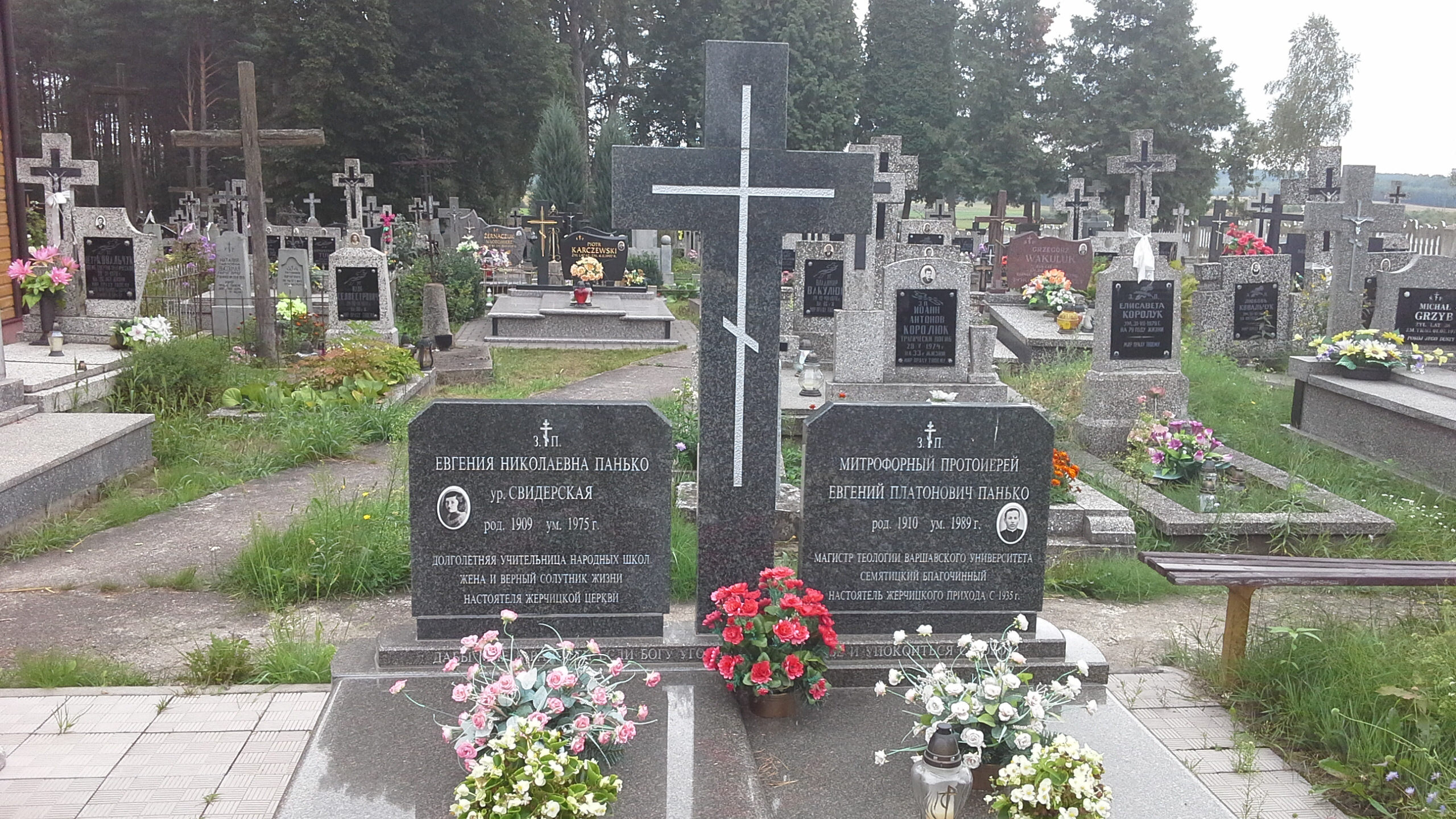
Grób wieloletniego proboszcza parafii żerczyckiej Eugeniusza Pańki i jego małżonki
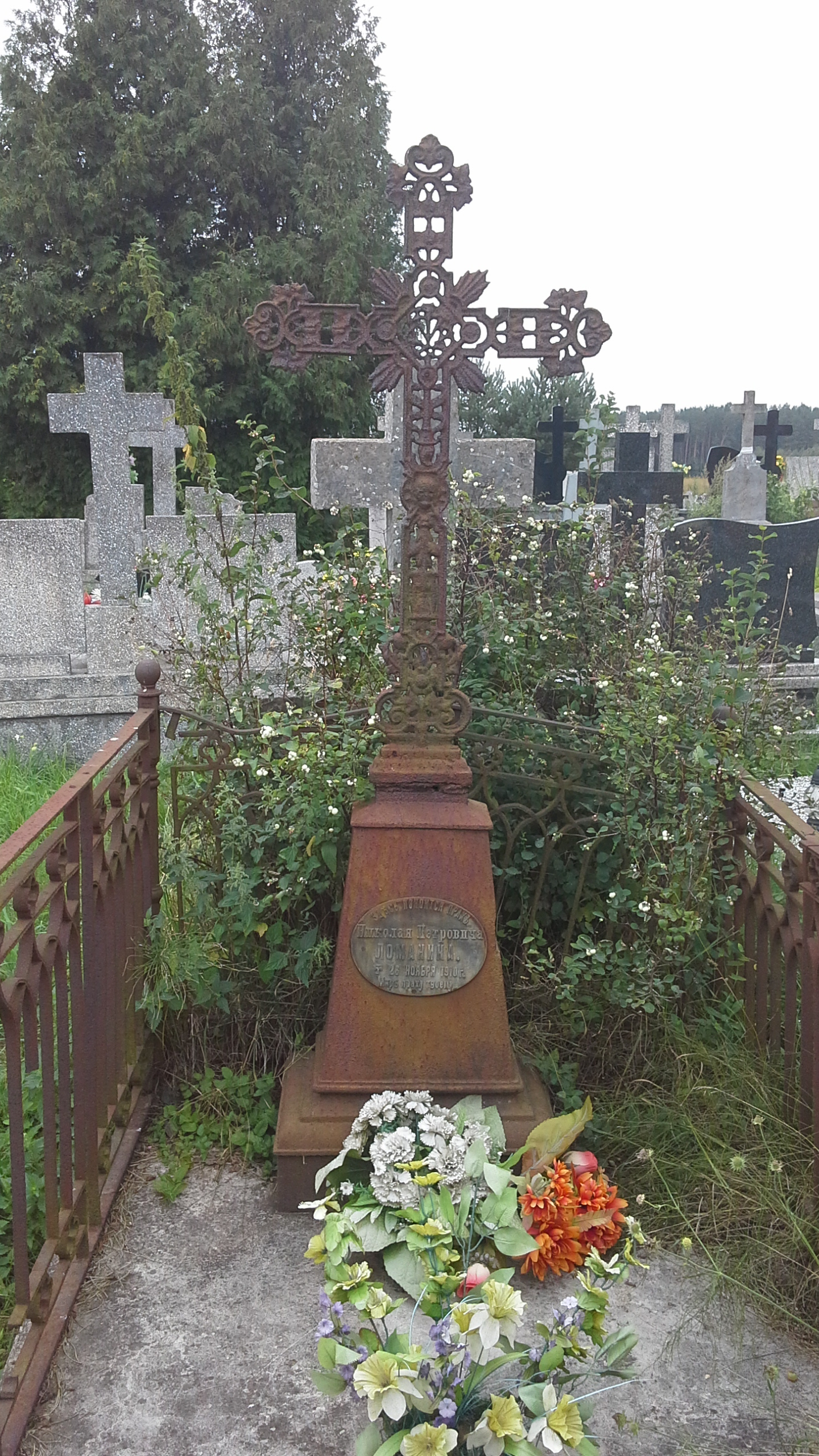
Żeliwny nagrobek z końca XIX w.
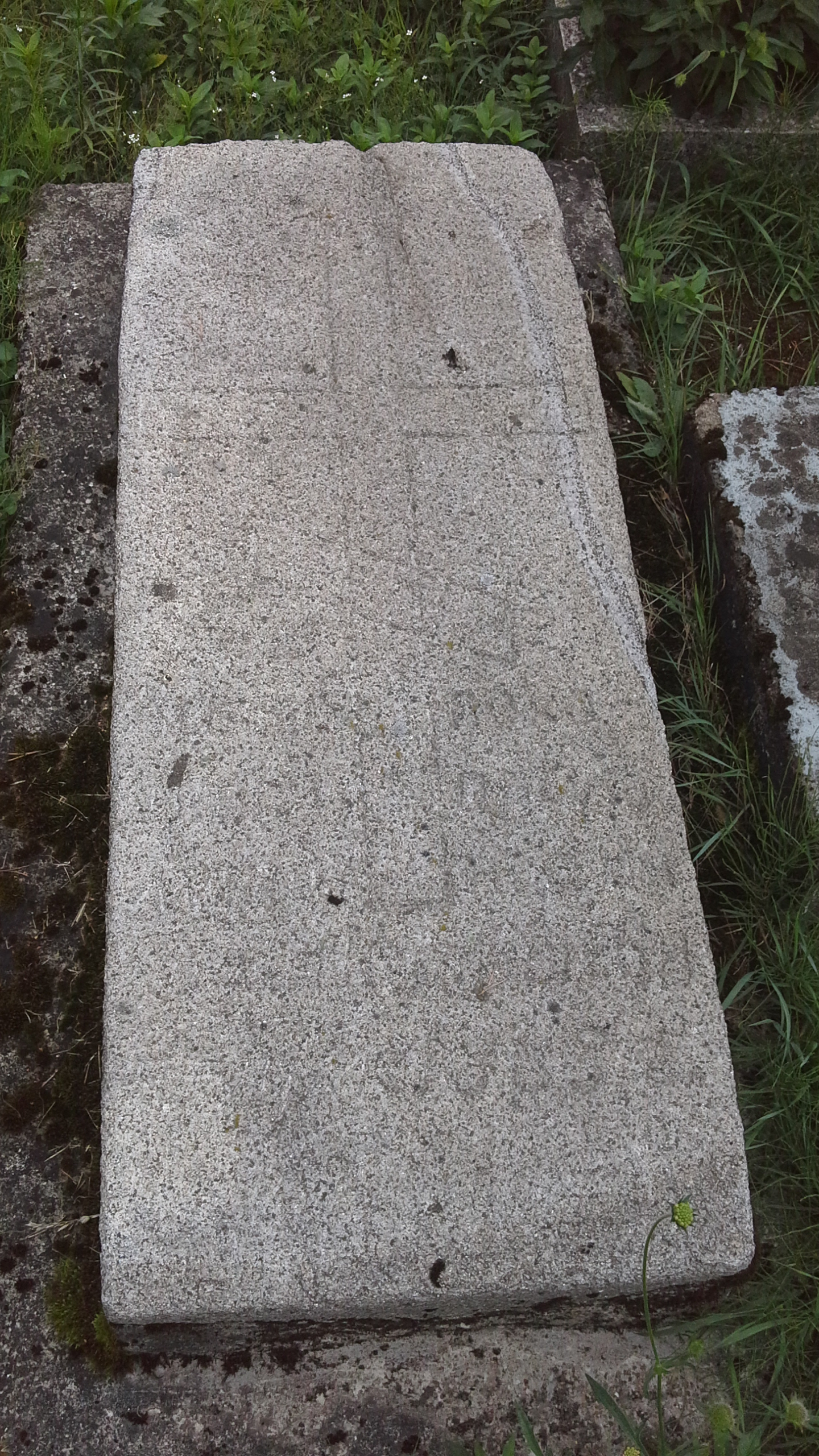
XIX-wieczny nagrobek kamienny
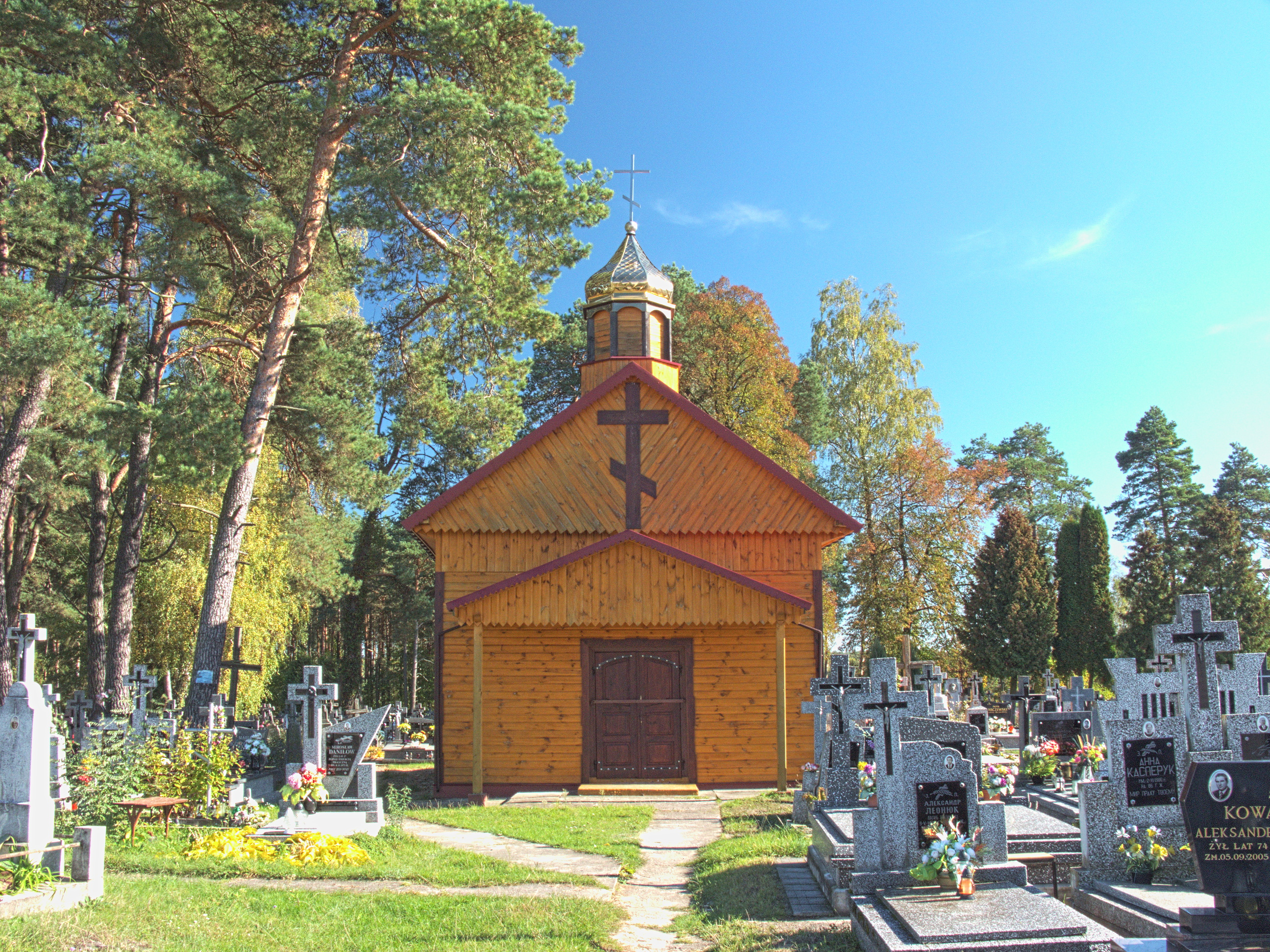
Cerkiew cmentarna